# Borovnička
Borovnička (en allemand : Klein Borowitz) est une commune du district de Trutnov, dans la région de Hradec Králové, en République tchèque. Sa population s'élevait à 187 habitants en 2020.

## Géographie
Borovnička se trouve à 6 km au sud-ouest de Hostinné, à 19 km à l'ouest-sud-ouest de Trutnov, à 35 km au nord-nord-ouest de Hradec Králové et à 100 km au nord-est de Prague.
La commune est limitée par Horní Olešnice au nord, par Dolní Olešnice à l'est, par Mostek à l'est et au sud-est, par Horní Brusnice au sud, et par Pecka et Borovnice à l'ouest.

## Histoire
La première mention écrite de la localité date de 1423.